# Dysonova sfera
Dysonova sfera ili Dysonova kugla, hipotetska umjetna megastruktura u svemiru koju je 1960. godine predložio britanski astronom Freeman Dyson (1923. – 2020.) u svom radu "Potraga za umjetnim zvjezdanim izvorima infracrvenog zračenja". Njegova zamisao je da bi čovječanstvo u budućnosti moglo izraditi goleme sfere na sigurnoj udaljenosti oko zvijezda. Takva megastruktura bi okružila čitavu zvijezdu, unutar nje bi živjeli ljudi koji bi pomoću nje crpili izravno zvijezdinu energiju u obliku radijacije.
Dyson je smatrao da je s razvojem i širenjem civilizacije potrebno utrošiti sve više energije i da bi neka civilizacija na izuzetno visokom stupnju razvoja s vremenom počela konzumirati izravno energiju sa zvijezde. Zato je predložio da se pomoću teleskopa i druge astronomske tehnologije pokušavaju pronaći takve hipotetske megastrukture u svemiru koje bi vodile prema otkrivanju izvanzemaljskih civilizacija.

## U popularnoj kulturi
- Kanadski studio YouthCat stvorio je simulacijsku videoigru Dyson Sphere Program, u kojoj je krajnji cilj igrača sagraditi Dysonove sfere oko zvijezda u galaksiji
- Dysonova sfera se spominje u znanstveno-fantastičnom romanu Zid oko zvijezde (1983.) autora Frederika Pohla i Jacka Williamsona koja čini drugu knjigu Cuckoove sage.
- U četvrtoj epizodi šeste sezone Zvjezdanih staza: Nova generacija naslovljenoj Starine, posada svemirskog broda Enterprise pronašla je federacijski svemirski brod Jenolan koji je nestao prije 75 godina.

## Vanjske poveznice
- Dysonova sfera: Vizija beskonačne energije za budućnost čovječanstva? – kozmos.hr
- Dysonova sfera – encyclopedia.com (engl.)
- Što su Dysonove sfere i kako da ih tražimo? – space.com (engl.)